# Zeventuig
Het zeventuig (ook Seventuijgh, seventuich, seventuijch, seventuig, zeventuijg) was een rechtsprocedure uit de late middeleeuwen die vooral in de Noordelijke Nederlanden gebruikt werd bij geschillen inzake gronden, huizen, (boedel)scheidingen, en tevens inzake   waterbeheer (dijkzaken) 
Vanaf het laatste kwart van de 13e eeuw tot diep in de 15e eeuw gaven zeven naaste personen (het zeventuig) een verklaring over de feiten rond het geschil,  die in de vierschaar, vaak als grondslag diende voor het vonnis door de schepenen.
Hoe het zeventuig is ontstaan is niet precies bekend. Veelal wordt aangenomen dat het een oud rechtsinstituut betreft dat al voor de late middeleeuwen bestond.

## Verloop van de rechtszaak
Het verloop van een rechtszaak inzake gronden, huizen en scheidingen zag er als volgt uit:
- De eiser maakte de rechtszaak aanhangig door de bezitter (verweerder) te dagvaarden voor het bestuur (van scheiding der machten was nog geen sprake!).

- De eiser moest de zevens benoemen ; de verweerder mocht die wraken als ze niet voldeden aan de keuren  (bv. bij te nauwe bloedverwantschap met een van de partijen). De zevens konden zich hieraan niet onttrekken, tenzij ze dachten dat er een goede reden voor was (bv. minder dan één jaar eigenaar van een van de buurgronden).

- De zevens legden vervolgens een eed af dat ze de waarheid zouden vertellen.

- Indien hun verklaringen niet unaniem waren, gold de meerderheid van stemmen ; een onbesliste uitslag was verboden.

- De verliezende partij moest de kosten en de boete betalen aan de Schout en de zevens.

- Een hoger beroep bestond er aanvankelijk niet ; men kon wel steeds een nieuwe rechtszaak aanspannen over hetzelfde geschil.

Het zeventuig bij dijkonderhoud is in die zin verschillend van deze procedure, dat er geen partijen zijn, maar dat het onderhoud van de dijk door de Dijkgraaf aan iemand wordt toegewezen, in overeenstemming met de verklaring van het zeventuig (de zgn. stille waarheid). Als een dijkstuk door de eigenaar verlaten was en er dus ook niemand meer onderhoud deed, moesten zeven 'gelanden' (vaak buren van het verlaten vak) een onderzoek doen en getuigen voor het dijkbestuur. Op basis van die verklaringen werd bepaald of de schade bij iemand kon worden verhaald, of dat het land (en daarmee de plicht tot dijkonderhoud) aan een of meer leden van het zeventuig kon worden toegewezen. (het zgn. boezemrecht ).